# 몽펠리에 제2대학교
몽펠리에 제2대학교(프랑스어: Université Montpellier 2)는 프랑스 몽펠리에에 위치한 공립 대학으로 몽펠리에 대학교 시스템에 속해 있다. 기초생물학, 응용생물학·생태학, 화학, 공학, 우주과학, 물리학·수학, 교육학 등 과학기술 분야의 대학 및 대학원으로 구성되어 있으면서 과학기술 분야에 역점을 두고 있다.

## 같이 보기
- 몽펠리에 대학교
- 몽펠리에 제1대학교
- 폴발레리 몽펠리에 제3대학교